# Molesworth
Molesworth es una ciudad en la región superior del Goulburn en Victoria, Australia. La ciudad está en la localidad de Murrindindi, 117 kilómetros (72,7 mi) al noreste de la capital de Victoria, Melbourne.
La oficina postal de Molesworth inauguró el 1 de enero de 1875 y se clausuró el 30 de junio de 1994. La vía féria se construyó en 1890 y la estación se clausuró en 1978.
En la ciudad hay un parque de caravanas, un campamento, una tienda tradicional y un ayuntamiento.